# Front 242
Front 242 fue un grupo belga pionero en la música realizada con medios digitales y referente principal en la evolución de la música electrónica.

## Historia
Front 242 se formó en Aarschot cerca de Lovaina, en el año 1981, cuando los programadores Daniel Bressanutti (alias Daniel B. Prothese) y Dirk Bergen se unieron para grabar y lanzar el disco Principles. Un año después, Patrick Codenys y el vocalista Jean-Luc De Meyer se integran a la formación. El nombre de Front 242 es, según algunas explicaciones, dado al grupo por motivos políticos, basados en una resolución de la ONU, la 242, en la que Israel debía retirarse de los territorios ocupados de Palestina. Así su nombre viene a ser algo así como el Frente 242 que retira a Israel de Palestina, o interpretado según la ideología del grupo, sería el avance del débil sobre el fuerte. El cuarteto se presentó por primera vez en 1982 con el sencillo U-Men y el álbum Geography, grabado para Red Rhino Europe Records (RRE). Front 242 inició sus presentaciones en vivo poco después ese mismo año. Finalmente se sumó el percusionista Geoff Bellingham que luego fue reemplazado por un exayudante, Richard 23 (Richard Jonckheere). 
La clave de su éxito fue la combinación de influencias tecnológicas ya usadas por grupos en Alemania, pero con un toque de agresividad que daría inicio a un estilo enteramente nuevo, trabajado posteriormente por agrupaciones como Nitzer Ebb, Die Krupps, Skinny Puppy, Front Line Assembly y Poesie Noire.
Dirk Bergen abandonó el grupo antes de 1984, cuando lanzan el EP No Comment, que mezclaba sonidos agresivos con algunas reminiscencias de música synthpop, generando ritmos más incisivos. Con este disco se dio inicio a la era de la Electronic Body Music o EBM. 
En 1987 Front 242 obtuvo un contrato para grabar en Estados Unidos a través del legendario sello de Chicago Wax Trax!, hogar de diversos grupos denominados "industriales" por su agresiva presencia de percusiones. El sello relanzó algunas de las grabaciones previas de Front 242, incluyendo una colección de rarezas, Back Catalogue y lanzaron un nuevo álbum, Official Version, el primero dentro de los cánones de un trabajo sólido y bien producido, conteniendo varios éxitos como Masterhit y Quite Unusual. 
En 1988 salió el tercer LP del grupo, Front by Front, considerado por muchos críticos como el mejor hasta la fecha, con más énfasis en la estructura de las piezas, más allá de los escarceos mecanicistas del sonido original. En el disco aparecen los temas Headhunter y Welcome to Paradise, considerados himnos de la música alternativa y los más conocidos del grupo hasta la fecha. 
Para finales de la década, Front 242 llegó a ser el primer grupo de Wax Trax! en dar el salto hacia una compañía discográfica comercial, Epic Records, que retomó el contrato de la banda, reeditando cada trabajo realizado hasta entonces con nuevo diseño gráfico y temas adicionales. El sencillo Tragedy (For You) alcanzó el éxito inmediato en los clubes, y facilitó el camino de su presencia en MTV. 

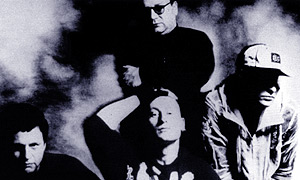

Aunque el siguiente álbum, Tyranny (For You), fue acogido con entusiasmo, no alcanzó los niveles de Front by Front en términos de calidad. De todas formas logró posicionar el mensaje sonoro del grupo en la mente de los jóvenes de principios de los 90. Por el tiempo de su lanzamiento, en 1991, Front 242 era junto con Ministry y Skinny Puppy, uno de los grupos más conocidos en los actos industriales. 
En 1993 Richard 23 cambia su nombre artístico por el de Richard J.K. Ese mismo año Front lanzó dos LP, 06:21:03:11 Up Evil y 05:22:09:12 Off, el primero más cercano al electro-pop que a sus comienzos industriales, y el segundo más abrasivo que anteriores grabaciones. 
Estos dos discos de Front 242 no fueron tan bien recibidos. En 1995 el vocalista De Meyer colabora como vocalista en varios proyectos, incluyendo Cobalt 60 y Bio-Tek. 
Front 242 lanzó en 1997 un disco en vivo, Live Code, y un álbum de remixes, Mut@ge.Mix@ge, con la participación de The Prodigy, Underworld y The Orb, pero mientras otros grupos se encaramaban en las listas de popularidad a finales de los 90, el grupo decidió mantener distancia de la ola industrial que consumía al panorama musical y quedarse en los circuitos alternativos. Finalmente, salieron de gira ese mismo año y grabaron otro álbum en vivo, Re:Boot, que salió en 1998. 
Ese año Front 242 firmó con otra compañía discográfica, Zoth Ommog/Music Research, ahuyentando los rumores de separación definitiva y problemas internos de la banda. 
En 1999, sin embargo, desaparecieron del panorama actual, participando sólo en pequeños conciertos góticos de Estados Unidos.
En octubre de 2000 hicieron una presentación en la discoteca Museum, Buenos Aires, Argentina, y en Discotheque Blondie de Santiago de Chile.
En 2003 sorprenden a todos sus seguidores al publicar, tras cuatro años de silencio, el disco Pulse, que los vuelve a poner en el mapa, con los conocidos componentes de la banda, Daniel B., Patrick Codenys, Jean-Luc De Meyer y Richard J.K.

## Miembros
- Patrick Codenys - programador
- Daniel Bressanutti - programador
- Jean-Luc De Meyer - vocalista
- Richard 23 - percusión

### Miembros pasados
- Dirk Bergen - programador (desde 1981 hasta 1984)
- Geoff Bellingham - percusionista (desde 1981 hasta 1982)

## Discografía

### Álbumes
- Geography - 1982
- No Comment - 1984
- Back Catalogue - 1987
- Official Version - 1987
- Front By Front - 1988
- Tyranny (For You) - 1991
- Live target - 1992
- 06:21:03:11 up evil - 1993
- 05:22:09:12 off - 1993
- Live Code - 1994
- Mut@ge Mix@ge - 1995
- Re:boot - 1998
- Pulse - 2003
- Moments 1 - 2008

### EP
- No Comment - 1984
- Never Stop! - 1989

### Otros
- Back catalogue - 1987 (disco de rarezas)
- Integration Eight X Ten 1992 (VHS)
- "Silicon Answers" - Grabación de audiencia 1992 (doble vinilo directo y CD doble, , [Disco 1: Tyranny For You Tour, 1991] [Disco 2: una muy mala copia y edición de otro pirata anterior "Hadafi Commando"])
- Live code - 1994 (disco en vivo)
- Mut@gE.Mix@ge - 1996 (disco de remixes)
- Re:boot - 1998 (disco en vivo)
- Speed Tribe - 2001 - DVD video-creación de D. Bressanutti, P. Codenys sobre las 24 Horas de Le Mans del 2001 (https://web.archive.org/web/20071022084728/http://www.dance51.com/speedtribe/index.html)
- Catch The Men - 2005 (DVD en vivo)